# Madonna col Bambino e dodici angeli
La Madonna col Bambino e dodici angeli dello Staedelsches Kunstinstitut di Francoforte sul Meno è un'opera, tempera su tavola (37x27 cm), di Beato Angelico, databile al 1430-1433 circa.

## Descrizione e stile
Il dipinto di piccolo formato, forse un'opera creata per la devozione privata, mostra un soggetto già raffigurato fin dalle prime opere da parte di Beato Angelico: la Maestà, cioè la Madonna in trono.
Nuova rispetto alle raffigurazioni precedenti (nella pala di Fiesole o nel trittico di San Pietro Martire) è la maggiore confidenza nella gestione dello spazio, che culmina nel coro circolare di angeli e nel monumentale trono, con la cuspide a tabernacolo architettonico esagonale e posto al culmine di tre gradini con incrostazioni marmoree, come nella Madonna col Bambino di San Marco. La prospettiva è ben convincente e, anche se le forme architettoniche sono meno classicheggianti, l'opera richiama in pannelli della porta Nord del Battistero di Firenze di Lorenzo Ghiberti, soprattutto nell'accurata disposizione degli angeli.
I panneggi delle figure cadono dritti e pesanti, con una capacità di sintesi che supera gli stilemi tardogotici, in favore di una rappresentazione più innovativamente rinascimentale. I colori sono accesi e brillanti, come nelle miniature a cui in quello stesso periodo si dedicava l'artista.